# Josep Maria de la Concepció Colomer i Cors
Josep Maria de la Concepció Colomer i Cors (Vic, 1782 – Vic, 1859) fou un teòleg i orador sagrat i feu obres benèfiques. Estudià al seminari de Vic i rebé el grau de teologia (1906) a la Universitat de Cervera. Familiar del bisbe Veyan, al qual seguí de prop durant la participació del prelat en la Guerra de Napoleó. Traslladat a Barcelona, actuà en diferents parròquies del bisbat. De retorn, el bisbe Casadevall va nomenar-lo domer major. Orador sagrat, ocupà diverses vegades la trona de la seu de Barcelona. A Vic participà en totes les institucions benèfiques i pedagògiques i es distingí en l'epidèmia del còlera del 1854 amb veritable heroisme.